# Banggi
Banggi is een bestuurslaag in het regentschap Rembang van de provincie Midden-Java, Indonesië. Banggi telt 1577 inwoners (volkstelling 2010).